# Gafanha do Carmo
Gafanha do Carmo is een plaats (freguesia) in de Portugese gemeente Ílhavo en telt 1521 inwoners (2001).